# Peter van Barbançon
Peter van Barbançon (1498-1556) was een Henegouwse edelman.  Hij was heer van Jeumont, Werchin en Walincourt, baron van Sison en heer van Fagnolles en Robaais.  Zijn naam verwijst naar het dorpje Barbençon
Hij was de zoon van Nicolaas van Barbançon en Jolanda van Luxemburg-Saint-Pol, vrouwe van Robaais.  In 1520 trouwde hij met Helena van Vergy.
Hij is gekend in de Nederlandse geschiedenis doordat hij even stadhouder was van koning Filips II van Spanje in Doornik, namelijk van 1555 tot aan zijn overlijden.  Hij werd in die functie opgevolgd door Floris van Montmorency.

## Voorouders
| Voorouders van Peter van Barbançon | Voorouders van Peter van Barbançon                                               | Voorouders van Peter van Barbançon                                               | Voorouders van Peter van Barbançon                                               | Voorouders van Peter van Barbançon                                               | Voorouders van Peter van Barbançon                                               | Voorouders van Peter van Barbançon                                               | Voorouders van Peter van Barbançon                                               | Voorouders van Peter van Barbançon                                               |
| ---------------------------------- | -------------------------------------------------------------------------------- | -------------------------------------------------------------------------------- | -------------------------------------------------------------------------------- | -------------------------------------------------------------------------------- | -------------------------------------------------------------------------------- | -------------------------------------------------------------------------------- | -------------------------------------------------------------------------------- | -------------------------------------------------------------------------------- |
| Overgrootouders                    | Johan III van Barbançon (1400-1470) ∞ Johanna van Flamenc (1405-1470)            | Johan III van Barbançon (1400-1470) ∞ Johanna van Flamenc (1405-1470)            | Collard van Moy (1420-) ∞ Margaretha van Ailly (1425-)                           | Collard van Moy (1420-) ∞ Margaretha van Ailly (1425-)                           | Peter I van Luxemburg (1385-1433) ∞ Margaretha van Baux (1390–1469)              | Peter I van Luxemburg (1385-1433) ∞ Margaretha van Baux (1390–1469)              | Peter van Roubaix (1415-1498) ∞ Margaretha van Ghistelle (1420-1495)             | Peter van Roubaix (1415-1498) ∞ Margaretha van Ghistelle (1420-1495)             |
| Grootouders                        | Jacob van Barbançon (1440–1473) ∞ Jaqueline van Moy (1445-1485)                  | Jacob van Barbançon (1440–1473) ∞ Jaqueline van Moy (1445-1485)                  | Jacob van Barbançon (1440–1473) ∞ Jaqueline van Moy (1445-1485)                  | Jacob van Barbançon (1440–1473) ∞ Jaqueline van Moy (1445-1485)                  | Jacob van Luxemburg-Saint Pol (1430-1487) ∞ Isabella van Roubaix (1440–1502)     | Jacob van Luxemburg-Saint Pol (1430-1487) ∞ Isabella van Roubaix (1440–1502)     | Jacob van Luxemburg-Saint Pol (1430-1487) ∞ Isabella van Roubaix (1440–1502)     | Jacob van Luxemburg-Saint Pol (1430-1487) ∞ Isabella van Roubaix (1440–1502)     |
| Ouders                             | Nicolaas van Barbançon (1470-1513) ∞ Jolanda van Luxemburg-Saint Pol (1475-1534) | Nicolaas van Barbançon (1470-1513) ∞ Jolanda van Luxemburg-Saint Pol (1475-1534) | Nicolaas van Barbançon (1470-1513) ∞ Jolanda van Luxemburg-Saint Pol (1475-1534) | Nicolaas van Barbançon (1470-1513) ∞ Jolanda van Luxemburg-Saint Pol (1475-1534) | Nicolaas van Barbançon (1470-1513) ∞ Jolanda van Luxemburg-Saint Pol (1475-1534) | Nicolaas van Barbançon (1470-1513) ∞ Jolanda van Luxemburg-Saint Pol (1475-1534) | Nicolaas van Barbançon (1470-1513) ∞ Jolanda van Luxemburg-Saint Pol (1475-1534) | Nicolaas van Barbançon (1470-1513) ∞ Jolanda van Luxemburg-Saint Pol (1475-1534) |
| Peter van Barbançon (1498-1556)    |                                                                                  |                                                                                  |                                                                                  |                                                                                  |                                                                                  |                                                                                  |                                                                                  |                                                                                  |